# Alliance assyrienne universelle
Alliance assyrienne universelle (syriaque : ܚܘܝܕܐ ܬܒ̣ܝܠܝܐ ܐܬܘܪܝܐ, en arabe : الاتحاد الأشوري العالمي ; persan : اتحادیه جهانی آشوریان), généralement abrégé en AUA et populairement connu sous le nom de Khoyada (en anglais : unité ), est une organisation parapluie mondiale assyrienne composée de différents des fédérations et organisations assyriennes du monde entier.

## Histoire
Le 13 avril 1968, l'Alliance universelle assyrienne a été fondée à Pau, en France, où s'est tenu le premier congrès. L'AUA, en tant qu'organisation mondiale, cherche à diffuser, défendre et renforcer la culture assyrienne dans le monde, à garantir les droits de l'homme du peuple assyrien dans son pays d'origine et à créer un Etat Assyrien indépendant dans les régions peuplé originellement par les assyriens ,.
L'AUA a tenu 28 congrès mondiaux auxquels ont participé des représentants des fédérations, organisations et partis politiques assyriens, exprimant les préoccupations de leurs communautés respectives et participant à la direction des affaires de la nation. Chaque Congrès mondial de l'AUA s'est réuni dans un pays différent pour renforcer les relations entre l'AUA, les Assyriens et le gouvernement de ce pays hôte. Le Congrès mondial de l'AUA s'est tenu aux États-Unis, en Europe, en Australie, en Iran et en Irak. L'AUA n'a pas été en mesure de tenir son Congrès mondial en Irak, la patrie assyrienne, jusqu'en 2010 à Erbil car les aspirations du peuple assyrien étaient en conflit direct avec les politiques du régime Baath au pouvoir, qui a continuellement refusé aux Assyriens leur identité nationale et en tant que peuple autochtone d'Iraq et a persisté dans ses tentatives de les arabiser .
L'actuel secrétaire général de l'AUA est Yonathan Betkolia, un représentant assyrien au Parlement iranien. Les affiliés actuels de l'AUA sont: le Congrès national assyrien de Géorgie, le Conseil national assyrien d'Iran, l'Association assyrienne d'Arménie, la Fédération nationale australienne assyrienne et la Fédération assyrienne de Russie .
Après la création de l'AUA, un effort sérieux a été entrepris pour répondre au besoin de la nation assyrienne d'avoir son propre drapeau. L'effort mondial a permis un grand nombre de conceptions qui ont été présentées devant le congrès de l'AUA et une conception finale a été approuvée lors du 6e congrès de l'AUA à Yonkers, New York, qui a été conçu par M. George Bit-Atanus .

## Idéologie
L'AUA ne se considère pas comme un parti politique, mais plutôt comme un collectif qui fonctionne avec les partis politiques et s'appuie sur les institutions en rapport . Le document fondateur de l'AUA déclare "assyrien" comme le "nom singulier de tous les membres de notre nation [umtan]" et énumère les différentes églises d'origine syriaque .
Les principes fondateurs de l'AUA sont centrés sur : « Un nom pour une nation, Une langue pour une nation, Un leadership pour une nation, Une patrie pour une nation ».

## UNPO
Le 6 août 1991, l'Alliance universelle assyrienne est devenue membre de l'Organisation des nations et des peuples non représentés, représentant l'Assyrie .
L'AUA n'a cessé de faire pression pour les droits assyriens lors de rassemblements de l'UNPO tels que l'Assemblée générale tenue à Taiwan, où l'AUA a présenté les conditions critiques des Assyriens vivant en Irak et a présenté une résolution appelant l'Assemblée générale de l'UNPO à soutenir un statut autonome (auto- région administrée) pour les Assyriens en Irak.
En août 1996, l'AUA a fait une déclaration à la sous-commission des Nations unies, exprimant ses préoccupations au sujet de la discrimination contre les Assyriens dans le nord de l'Irak et étant privée de préserver son identité. Ainsi, l'AUA a appelé à la mise en place d'une administration civile dans le nord de l'Irak afin de fournir les services nécessaires. En septembre 1996, une délégation assyrienne et l'UNPO ont rencontré l'assistant du rapporteur spécial des Nations unies sur l'Irak pour l'informer de la situation des Assyriens .
John J. Nimrod, ancien secrétaire général de l'AUA, a été président de l'Assemblée générale de l'UNPO de 1992 à 2004 .